# Stazione di Nola
Stazione di Nola vasútállomás Olaszországban, Nola településen.

## Vasútvonalak
Az állomást az alábbi vasútvonalak érintik:
- Cancello–Benevento railway
- Cancello–Salerno-vasútvonal

## Kapcsolódó állomások
A vasútállomáshoz az alábbi állomások vannak a legközelebb:
- Stazione di Palma-San Gennaro
- Stazione di Cancello